# Pudeasters
Pude-Asters (Symphyotrichum dumosum) er en staude med en opret og tæt forgrenet vækst. 

## Beskrivelse
De unge skud er lysegrønne. Bladene er lancetformede med hel rand. Over- og underside er ensartet friskt grønne. 
Blomsterne sidder ved den yderste ende af skuddene, men også ved de øverste bladhjørner. De er sammensatte (kurvblomster) af små, tungeformede og blå, røde eller violette randblomster og gule skiveblomster. Frøene er forsynet med en "fnok", altså et lille vedhæng af hår. De modner i reglen godt her i landet.
Rødderne er grove og godt fordelt under planten. Den breder sig langsomt ved korte udløbere. 
Højde x bredde og årlig tilvækst: 0,40 x 0,40 m (40 x 5 cm/år). Disse mål kan fx bruges til beregning af planteafstande, når arten anvendes som kulturplante.

## Hjemsted
Pude-Asters vokser i prærierne i USA og Canada sammen med andre urter og græsser på sollys og næringsrig, tør bund.

## Sygdomme
Denne Asters angribes en del af meldug.